# Normal (film)
Pour les articles homonymes, voir Normal.
Pour plus de détails, voir Fiche technique et Distribution.
Normal est un film canadien réalisé par Carl Bessai, sorti en 2007.

## Synopsis
Un groupe d'étrangers se retrouve réuni à la suite d'un accident de voiture mortel.

## Fiche technique
- Titre : Normal
- Réalisation : Carl Bessai
- Scénario : Travis McDonald
- Musique : Clinton Shorter
- Photographie : Carl Bessai
- Montage : Lisa Binkley
- Production : Carl Bessai et Andrew Boutilier
- Société de production : Head Gear Films, Metrol Technology, Raven West Films, Submission Films et The Normal Film Company
- Pays :  Canada
- Genre : Drame
- Durée : 100 minutes
- Dates de sortie : 
  -  Canada : 10 septembre 2007 (Festival international du film de Toronto), 3 juin 2008 (vidéo)

## Distribution
- Carrie-Anne Moss : Catherine
- Kevin Zegers : Jordie
- Callum Keith Rennie : Walt
- Andrew Airlie : Dale
- Tygh Runyan : Dennis
- Camille Sullivan : Elise
- Lauren Lee Smith : Sherri
- Michael Riley : Carl
- Britt Irvin : Melissa
- Allison Hossack : Abby
- Cameron Bright : Brady
- Tara Frederick : Sylvie Farber
- Benjamin Ratner : Tim
- Zak Santiago : Bob le travailleur social
- Hrothgar Mathews : Jerry
- Gabrielle Rose : Connie
- Dan Shea : Peter
- Talia Notte : Catherine jeune
- Tal Notte : Nickie jeune
- Elyse Levesque : Marcy la baby-sitter

## Distinctions
Le film a été nommé pour 4 prix Génie et a remporté le prix Génie du meilleur acteur dans un second rôle pour Callum Keith Rennie.